# 勞則康
勞則康，中華民國陸軍將領，1967年陸軍官校第三十六期畢業，曾為陸軍步兵第333師師長、陸軍總司令部少將副參謀長
。
1996年擔任「台北高爾夫俱樂部」第八屆董事。
1998年退伍，經國防部核定赴陸境管一年。

境管期滿後，於1999年赴中國大陸經商，曾擔任杭州「京華科技影藝公司」常務董事、掛名董事長助理。

勞則康的兒子勞乃成擔任陸軍航空特戰指揮部601旅第二作戰隊副隊長，女兒勞乃慧是英文補教名師。